# Toyota Hilux
De Toyota Hilux is een pick-up van het merk Toyota. De Hilux wordt sinds 1968 geproduceerd en sindsdien hebben zeven generaties van de Hilux elkaar opgevolgd. De huidige generatie dateert van 2015.
De Hilux is leverbaar met zowel achterwiel- als vierwielaandrijving en met enkele cabine, verlengde cabine en dubbele cabine. De Hilux wordt wereldwijd verkocht, maar is door de kleine markt voor pick-ups in Nederland en België daar maar weinig op de weg te zien.

## Betrouwbaarheid
De Hilux heeft in de loop der jaren een reputatie opgebouwd van grote robuustheid en betrouwbaarheid. Mede daarom is de Hilux populair in derdewereldlanden, maar ook in Noord-Amerika. Dat dit ook negatieve kanten kan hebben blijkt uit de oorlog tussen Tsjaad en Libië in 1987, waar met name het Tsjadische leger veel gebruik maakte van de Toyota Hilux. Daardoor kreeg de oorlog de naam Toyota-oorlog.
Het programma Top Gear deed een poging om een Toyota Hilux te "vernietigen", na diverse pogingen waaronder het laten vallen van grote hoogte, in brand steken, tegen een boom aanrijden en in zee achterlaten bleek dat de auto - met wat kleine reparaties (lees: alleen gesleutel en dergelijke handelingen met standaard gereedschap, geen vervangstukken) - nog steeds "rijdbaar" was. Als eerbetoon aan de auto stond hij sindsdien prominent in de studio opgesteld tijdens de uitzendingen.

## Achtste generatie (AN120, AN130; 2015-)
De achtste generatie Toyota Hilux werd geïntroduceerd 21 mei 2015, en de verkoop ervan begon op dezelfde dag in Thailand. Deze was vanaf juni 2016 leverbaar in Nederland.

### Ontwerp
De achtste generatie Hilux is gebouwd op het Toyota IMV-platform, een ladderframechassis. Uitvoeringen met enkele cabine staan op de IMV1-variant, met verlengde enkele cabine (Xtra) op de IMV2-variant en met dubbele cabine op de IMV3-variant. In juni 2020 werd de Hilux gefacelift, en deze versie werd leverbaar vanaf oktober 2020 in Nederland en België.